# Tensor de Killing-Yano
En geometría de Riemann, un tensor de Killing-Yano es una generalización del concepto de vector de Killing a un tensor de dimensión superior. El concepto fue introducido en 1952 por Kentaro Yano. Se dice que un tensor antisimétrico de orden p {\displaystyle f_{a_{1}a_{2}...a_{p}}} es de Killing-Yano cuando satisface la ecuación
{\displaystyle D_{b}f_{ca_{2}...a_{p}}+D_{c}f_{ba_{2}...a_{p}}=0\,}.
Esta ecuación se diferencia de la generalización habitual del concepto de vector de Killing a tensores de orden superior, llamados tensores de Killing, en que la derivada covariante D está simetrizada con un único índice del tensor y no con todos, como es el caso de los tensores de Killing.

## Tensores de Killing-Yano triviales
Todo vector de Killing es un tensor de Killing de orden 1 y también es un tensor de Killing-Yano.
El tensor completamente antisimétrico (conocido como tensor de Levi-Civita) {\displaystyle \epsilon _{a_{1}a_{2}...a_{n}}} (donde n es la dimensión de la variedad) es un tensor de Killing-Yano, siendo su derivada covariante siempre cero (véase nulidad de la derivada covariante del tensor dualizador).

## Construcción de tensores de Killing a partir de tensores de Killing-Yano
Hay varias formas de construir tensores de Killing (simétricos) a partir de tensores de Killing-Yano.
En primer lugar, se pueden obtener dos tensores de Killing triviales a partir de los tensores de Killing-Yano:
- A partir de un tensor de Killing-Yano de orden 1 {\displaystyle \xi _{a}}, se puede construir un tensor de Killing {\displaystyle K_{ab}} de orden 2 según

{\displaystyle K_{ab}=\xi _{a}\xi _{b}}.
- A partir del tensor completamente antisimétrico {\displaystyle \epsilon _{a_{1}a_{2}...a_{n}}}, se puede construir el tensor de Killing trivial

{\displaystyle K_{ab}=\epsilon _{ba_{2}...a_{n}}\epsilon ^{a_{2}...a_{n}c}g_{ca}=-6g_{ab}}.
Más interesante aún, a partir de dos tensores de Killing-Yano de orden 2 {\displaystyle A_{ab}} y {\displaystyle B_{ab}}, se puede construir el tensor de Killing de orden 2 {\displaystyle K_{ab}} según
{\displaystyle K_{ab}=g^{cd}\left(A_{ac}B_{db}+B_{ac}A_{db}\right)}.
A partir de un tensor de Killing-Yano de orden n-1, {\displaystyle A_{a_{2}...a_{n}}}, se puede construir el vector asociado en el sentido de Hodge (véase dual de Hodge),
{\displaystyle A^{a}=\epsilon ^{aa_{2}...a_{n}}A_{a_{2}...a_{n}}}.
Debido a que el tensor {\displaystyle A_{a_{2}...a_{n}}} es de Killing-Yano, el vector A no es de Killing-Yano, pero obedece a la ecuación
{\displaystyle D_{a}A_{b}={\frac {1}{n}}g_{ab}D_{c}A^{c}}.
Esta propiedad permite construir un tensor de Killing {\displaystyle K_{ab}} a partir de dos de estos vectores, definido por:
{\displaystyle K_{ab}=A_{a}B_{b}+A_{b}B_{a}-2A^{c}B_{c}g_{ab}}.
Cualquier combinación lineal de tensores de Killing-Yano también es un tensor de Killing-Yano.

## Propiedades
Una buena parte de las propiedades del espacio-tiempo de cuatro dimensiones involucran los tensores de Killing-Yano, según demostraron H. Stephani y C. D. Collinson en la década de 1970.
- Si un espacio-tiempo admite un tensor de Killing-Yano no degenerado, entonces esto se puede escribir en la forma

{\displaystyle A_{ab}=X(l_{a}k_{b}-k_{a}l_{b})+iY(m_{a}{\bar {m}}_{b}-{\bar {m}}_{a}m_{b})},
donde k, l, m y {\displaystyle {\bar {m}}} forman una tétrada y las funciones X e Y obedecen a un cierto número de ecuaciones diferenciales. Además, el tensor de Killing-Yano obedece a la siguiente relación con el tensor de Ricci:
{\displaystyle R_{a}^{c}A_{cb}+R_{b}^{c}A_{ca}=0}.
- Las soluciones de las ecuaciones del campo de Einstein en el vacío y tipo D en la clasificación de Petrov admiten un tensor de Killing y un tensor de Killing-Yano, ambos de orden 2 y unidos por la fórmula dada anteriormente.[3][4]
- Si un espacio-tiempo admite un tensor de Killing-Yano degenerado de orden 2 {\displaystyle A_{ab}}, entonces esto se escribe en la forma

{\displaystyle A_{ab}=k_{a}p_{b}-p_{a}k_{b}},
k es un vector de Killing de género lumínico. El tensor de Weyl es en este caso del tipo N en la clasificación de Petrov, y k es su vector propio no trivial. Además, a tiene la relación dada anteriormente con el tensor de Riemann.
- Si un espacio-tiempo admite un tensor de Killing-Yano de orden 3, entonces o el vector asociado por la dualidad de Hodge es un vector de género lumínico constante, o el espacio es un plano conforme.[2][4]